# دييغو بينيا
دييغو بينيا (بالإسبانية: Diego Peña)‏ هو دراج كولومبي، ولد في 9 ديسمبر 1994.